# Unterailsfeld
Unterailsfeld ist ein Gemeindeteil des Marktes Gößweinstein im Landkreis Forchheim (Oberfranken, Bayern).

## Geografie
Das in der Wiesentalb gelegene Dorf befindet sich etwa viereinhalb Kilometer ostnordöstlich des Ortszentrums von Gößweinstein auf einer Höhe von 354 m ü. NHN.

## Geschichte
Durch die Verwaltungsreformen zu Beginn des 19. Jahrhunderts im Königreich Bayern wurde Unterailsfeld mit dem Zweiten Gemeindeedikt im Jahr 1818 eine Ruralgemeinde. Im Zuge der Gebietsreform in Bayern wurde die Gemeinde Unterailsfeld am 1. Januar 1972 in den Markt Gößweinstein eingegliedert.

## Verkehr
Eine von der Staatsstraße 2185 abzweigende Gemeindeverbindungsstraße durchquert den Ort und führt weiter nach Tüchersfeld. Vom ÖPNV wird Unterailsfeld direkt nicht bedient, die nächste Haltestelle der Buslinie 396 des VGN liegt an der St 2185. Der nächstgelegene Bahnhof befindet sich in Ebermannstadt, es ist der kommerzielle Endbahnhof der Wiesenttalbahn.

## Baudenkmäler
In und um Unterailsfeld gibt es drei denkmalgeschützte Objekte, nämlich ein Kruzifix, einen Brunnen und eine Sandsteinmarter.